# Kibiny

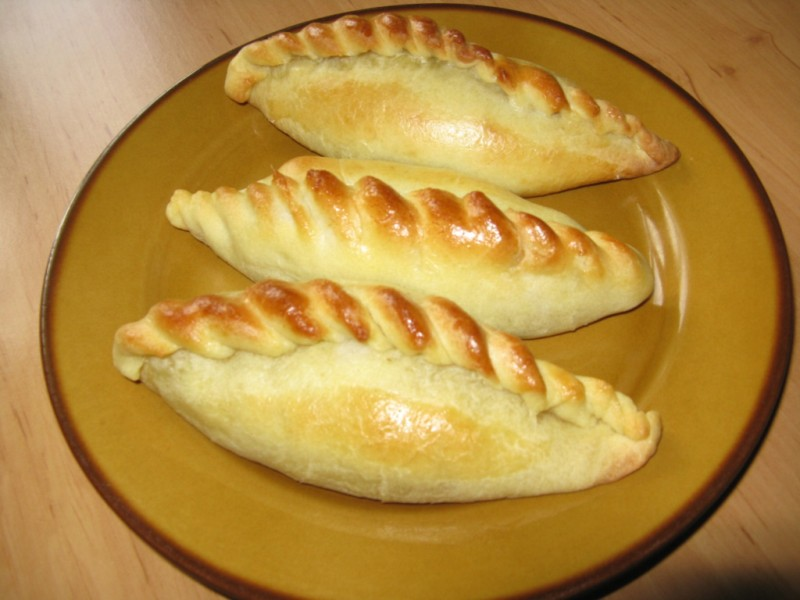
Kibiny

Kibiny (kibin, kar.kybyn l.mn.kybynłar; lit. kibinas, l.mn. kibinai) to rodzaj pieroga z ciasta drożdżowego wielkości ok. 10–15 cm. Farsz mięsny – tradycyjnie z jagnięciny (ze względu religii wyznawanej przez Karaimów) pomieszaną z cebulą. Obecnie są one faszerowane przeróżnymi rodzajami mięs, a nawet tylko z warzywami, grzybami czy z słodkim nadzieniem. Podaje się je najczęściej z czymś do popicia jak np. bulion, zupa, kwaśna śmietana czy kwas chlebowy. 
Tradycyjna potrawa Karaimów, obecna także w kuchni litewskiej oraz polskiej (na Wileńszczyźnie).